# Sortebrødre Kirke
Sortebrødre Kirke er sognekirke for Viborg Søndre Sogn og er også kendt under navnet Søndre Sogns Kirke. Den blev opført som en del af et sortebrødrekloster i sidste halvdel af 1200-tallet. "Sortebrødre" var et andet navn for Dominikanerordenen.

## Historie
Det oprindelige kloster var et firefløjet anlæg, opført i munkesten, med en klostergård i midten. Nordfløjen udgjordes af kirken. Sortebrødreklostret nævnes første gang i 1246. Muligvis har munkene oprindelig benyttet en kirke, som allerede lå på stedet. De mange granitkvadre, som indgår i den nuværende kirkebygning kan opfattes som stammende fra en tidligere kirke.
Ved Reformationen i 1529 bevaredes Sortebrødre og Gråbrødre klosterkirker som sognekirker for henholdsvis Viborg Søndre og Viborg Nørre sogn. Asmild Kirke blev også gjort til sognekirke, med fælles præst med Nørre Sogn.
I klostertiden var kirken en enskibet bygning uden tårn. Tårnet kom til ca. 1694-1701 hvor den daværende sognepræst, Christen Erichsøn, indsamlede penge og delvis selv bekostede opførelse af et tårn af granitkvadre. Sideskibet mod syd blev dannet ved inddragelse i kirkebygningen af klosterets korsgang, medens sideskibet mod nord blev dannet ved inddragelse af to kapeller på kirkens nordside.
I forbindelse med den store brand i Viborg 1726 blev kirken meget beskadiget. Den blev i de følgende år genopbygget af bygmesteren Claus Stallknecht, som samtidig stod for genopbygningen af domkirken, rådhuset og bispegården. 1728 kunne kirken tages i brug igen. Daværende biskop, Johannes Trellund, ændrede kirkens navn til Søndre Sogns Kirke, idet han fandt navnet Sortebrødre for katolsk.
Ved genopbygningen blev kirkens tårn ændret. Der var ikke længere et spir, men i stedet et halvfladt pyramidetag. I 1876 gennemgik kirken en større reparation ved arkitekten H.B. Storck, tårnet blev da skalmuret og forsynet med trappegavle. I perioden 1912-1917 blev foretaget en større restaurering ved arkitekt Helge Bojsen-Møller. Fra 2001 – 2003 gennemgik kirkens indre, under ledelse af Nationalmuseet igen en større restaurering.

## Inventar
I forbindelse med genopbygningen skænkede Frederik 4. altertavlen, som er fremstillet i Antwerpen ca. 1520. Det er en trefløjet skabsaltertavle hvor midterfløjen består af træskærerarbejde, mens sidefløjene har malerier. På tavlen er fremstillet Jesu stamtræ, scener fra Jesu barndom samt lidelseshistorien. Altertavlen blev oprindelig købt af kong Christian 2. til brug i Københavns Slotskirke. Efter reformationen blev den formentlig betragtet som for katolsk og derfor taget ud af brug.
Stolestadernes malerier er udført af den lokale kirkemaler Mogens Christian Thrane omkring 1730. Han har som forlæg benyttet en samling symbolske billeder oprindelig udgivet i Frankfurt i 1624. Hvert billede fremstiller i symbolsk form en bibelsentens, som er malet over billedet. Billederne er udpræget pietistiske i deres udtryk.
Døbefonten er af træ og malet med marmorering. Prædikestol og lydhimmel er fremstillet omkring 1730, hvilket fremgår af, at den bærer både Frederik 4.s og Christian 6.s monogrammer. På lydhimlen finder man tre figurer, som symboliserer tro, håb og kærlighed.
Et krucifiks på nordvæggen har oprindelig hængt i Viborg Gråbrødre Kirke, men blev erhvervet til Sortebrødre Kirke, da Gråbrødre Kirke blev revet ned i 1830.
Orglets facade og orgelpulpituret er udformet af H.B. Storch i 1887. Det nuværende orgel er fra 1985 og fremstillet af Bruno Christensen og Sønner. Det har 41 stemmer.

## Galleri
- Sortebrødre Kirkes dør
- Sortebrødre Kirkes indre
- Sortebrødre Kirkes altertavle
- Detalje fra altertavlen. Fremstillingen i templet
- Prædikestolen
- Døbefonten
- Ét af Mogens Thranes symbolske billeder